# 阿部正幸
阿部 正幸（あべ まさゆき、1958年1月3日 - ）は、日本の裁判官、公証人。東京都出身。早稲田大学卒業。徳島地方裁判所判事東京地方裁判所判事、那覇地方裁判所長を経て、福岡高等裁判所判事。

## 経歴
- 1982年　司法修習生（36期）
- 1984年　大阪地方裁判所判事補任官
- 1986年　浦和地方裁判所・浦和家庭裁判所熊谷支部判事補
- 1989年　東京地方裁判所判事補
- 1992年　那覇地方裁判所・那覇家庭裁判所石垣支部判事補兼平良支部判事補
- 1994年　東京地方裁判所判事
- 1997年　釧路地方裁判所・釧路家庭裁判所部総括判事
- 2000年　東京高等裁判所判事職務代行
- 2002年　東京高等裁判所判事
- 2004年　徳島地方裁判所・徳島家庭裁判所部総括判事
- 2007年　東京地方裁判所部総括判事（民事第47部）
- 2012年　横浜地方裁判所部総括判事
- 2015年　那覇地方裁判所所長
- 2017年　福岡高等裁判所部総括判事
- 2020年　神田公証役場公証人

## 主な担当訴訟
- 中国残留日本人損賠訴訟・徳島訴訟（一審徳島地方裁判所裁判長　原告らの請求を棄却　2007年）
- 北朝鮮映画の著作権訴訟・東京地裁（一審東京地方裁判所裁判長　原告らの請求を棄却　2007年）

| スタブアイコン | サブスタブ | この項目は、まだ閲覧者の調べものの参照としては役立たない、人物に関連した書きかけの項目です。この項目を加筆・訂正などしてくださる協力者を求めています（P:人物伝/PJ:人物伝）。 |